# Myscelia ethusa
Myscelia ethusa, tên thông dụng là bướm cánh xanh Mexico, là một loài bướm ngày thuộc họ Nymphalidae. Nó được tìm thấy ở Colombia phía bắc through Trung Mỹ to México. Strays can be found up to the lower Rio Grande Valley of Texas in Hoa Kỳ.
Sải cánh dài 64–76 mm (2,5–3,0 in). There are many generations per year.
The larvae feed on Dalechampia species. Adults feed on rotting fruit.

## Phụ loài
- M. e. ethusa (Mexico)
- M. e. chiapensis  Jenkins, 1984 (Mexico)
- M. e. cyanecula C. & R. Felder, 1867 (Mexico)
- M. e. pattenia  Butler & Druce, 1872 (Guatemala và Costa Rica)

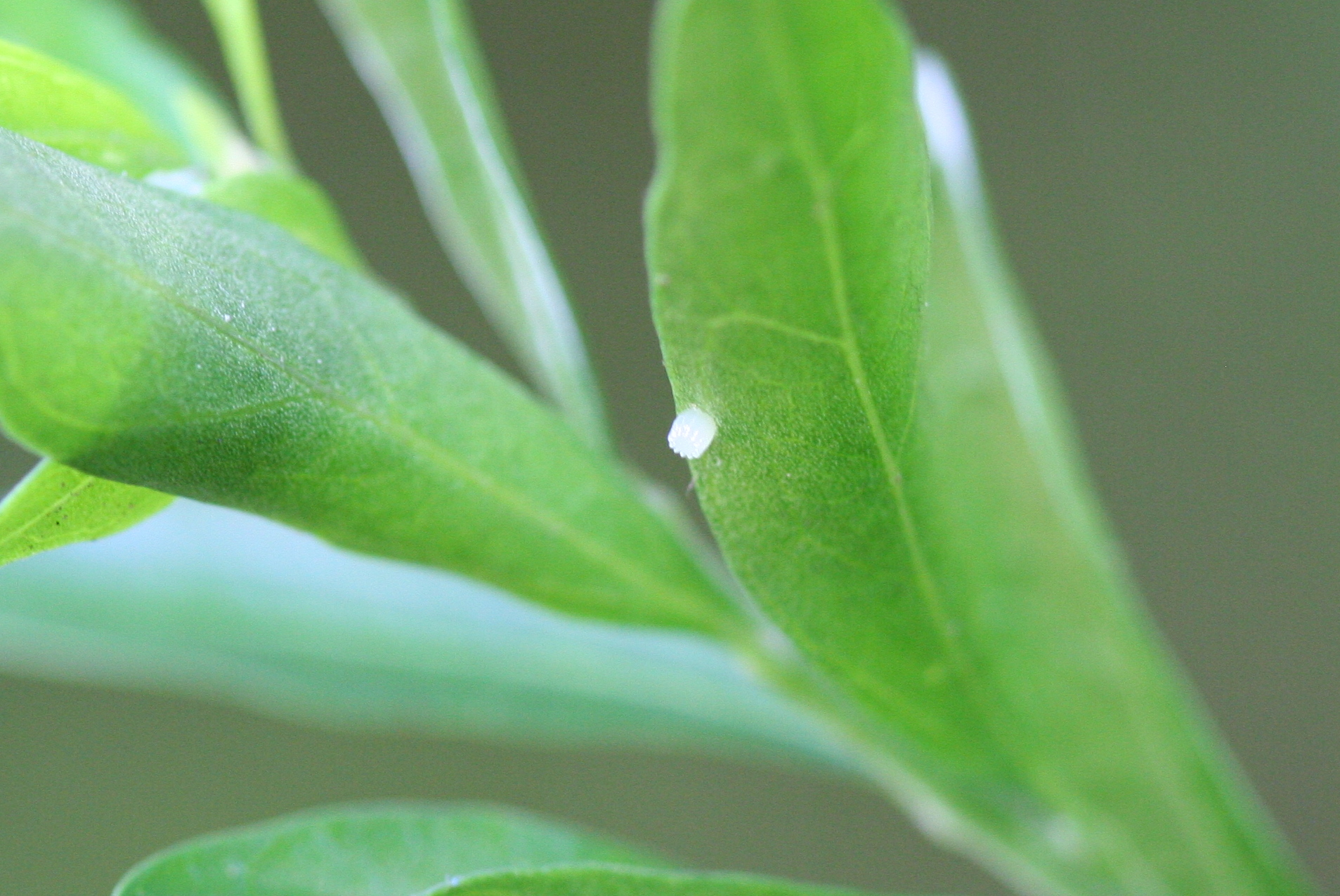
Egg
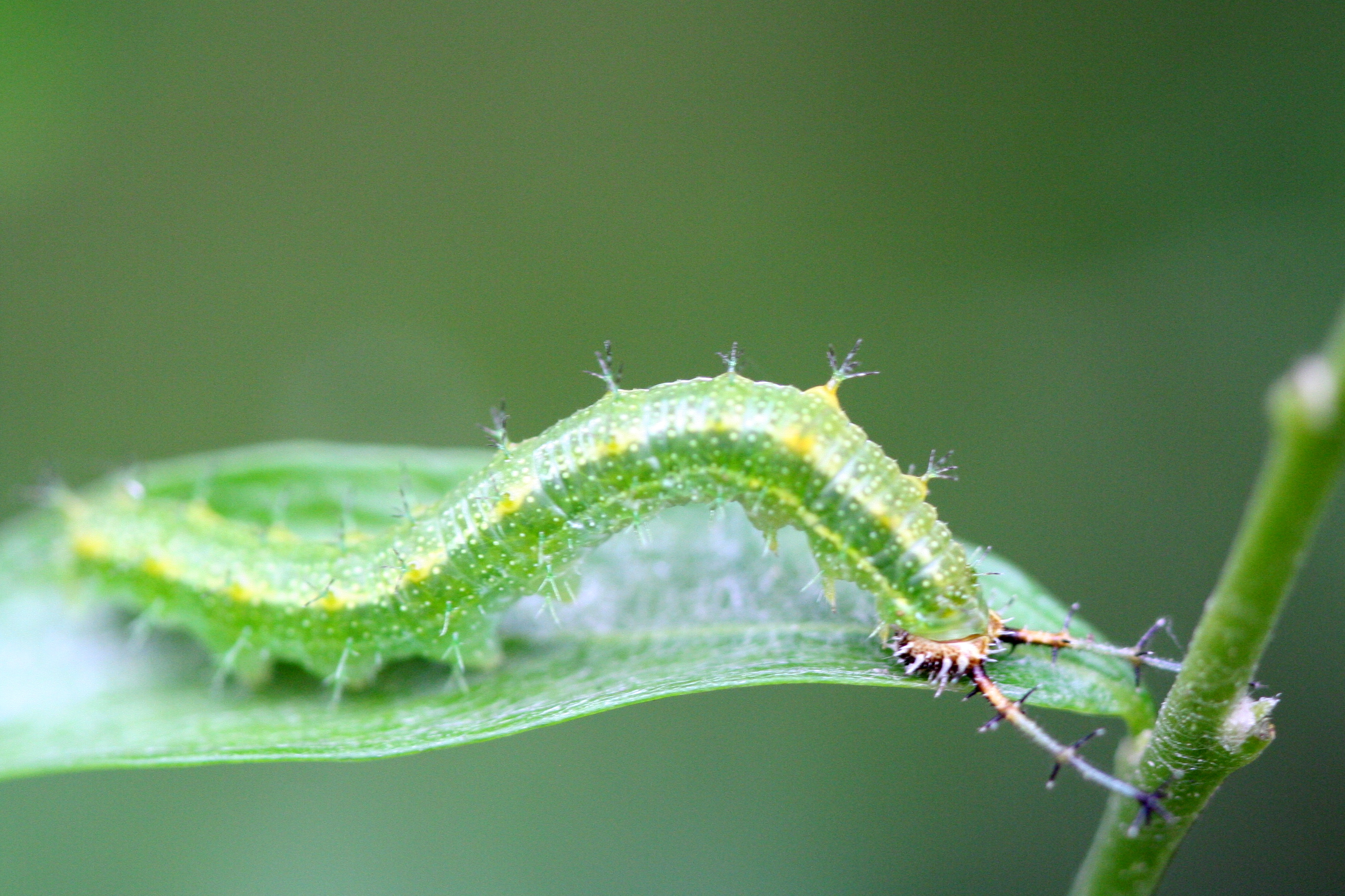
Sâu bướm